# Gyümölcspárlat

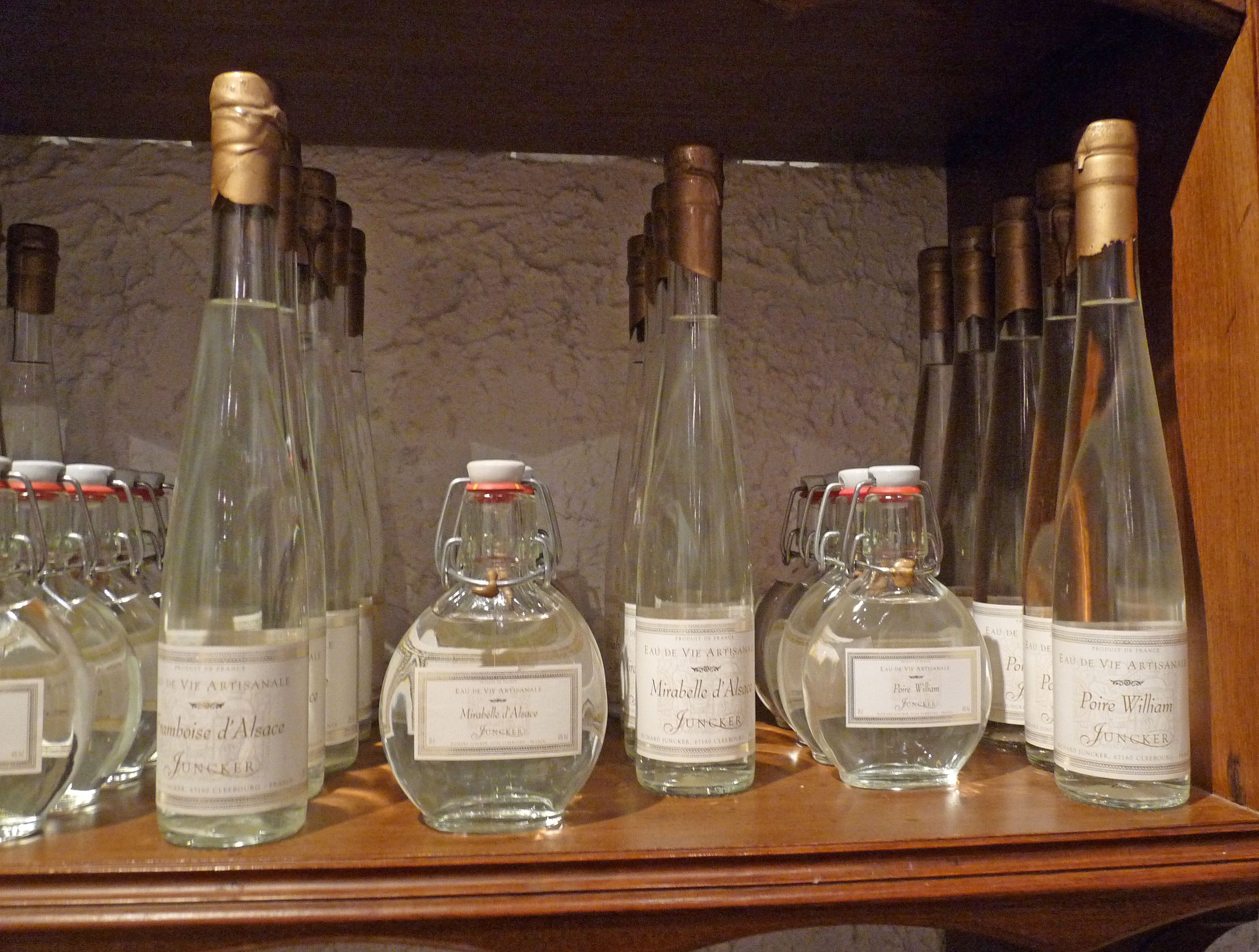
Francia gyümölcspárlatok

A gyümölcspárlat olyan égetett szesz, melyet gyümölcsök vagy azok mustjának megerjesztésével és lepárlásával nyernek. Leggyakrabban szilvából, kajszibarackból, almából, körtéből vagy meggyből készítik. A gyümölcspárlatok legtöbbször 40-50% alkoholtartalmúak. Többnyire fahordós érlelés nélkül vagy mindössze néhány hónapos érleléssel hozzák őket forgalomba, de időnként akár tíz évig is érlelik őket.
Az európai uniós gyümölcspárlat – illetve egyesült államokbeli megfelelője, a fruit brandy – csak 100%-ban gyümölcsből erjesztett párlat lehet. Az Európai Unióban tizenegy ország rendelkezik eredetvédett gyümölcspárlatokkal. Törvényi szempontból megkülönböztetik a gyümölcspárlattól az almabor és a körtebor (angolul cider és perry) párlatát.
Általában nem sorolják a gyümölcspárlatok közé a szőlőbor párlatát (a borpárlatot), míg a szőlőcefre párlatát igen. A bor- és gyümölcsborkészítés után megmaradt törkölyből készített párlatokat törköly- és gyümölcstörkölypárlatnak nevezik.

## Ismertebb fajtái
- A pálinka magyar gyümölcspárlat, leggyakrabban szilvából, sárgabarackból, cseresznyéből, körtéből, almából készül. Hagyományosan közvetlenül az erjedt gyümölcscefréből főzik kétszeres kisüsti lepárlással, ma már azonban egyes gyártók eltérnek ettől. A pálinka legtöbbször érleletlen, de időnként gyümölcságyon vagy – rövidebb ideig – fahordóban érlelik.
- A rakia (vagy raki) a Balkán-félsziget gyümölcs- és törkölypárlatainak gyűjtőneveként ismert. Ezeket ritkábban további hozzávalókkal (ánizzsal, borókával vagy más fűszerekkel) együtt főzik le. A rakia Albánia, Bulgária, Bosznia-Hercegovina, Horvátország, Macedónia, Montenegró, Szerbia és Törökország jellemző itala. A török rakıt minden esetben ánizzsal együtt főzik le.
- A slivovitz az (elsősorban a közép- és kelet-) európai szilvapárlatok nemzetközi gyűjtőneve.[1] Eredete a szerbhorvát šljivovica, melynek honosított formái számos európai nyelvben jelentenek szilvapárlatotː bolgárul: сливовица/slivovica, csehül: slivovice, lengyelül: śliwowica, magyarul: sligovica, németül: Sliwowitz, románul: şliboviţă, szlovákul: slivovica, szlovénül: slivovka.
- Az eau de vie a francia gyümölcspárlatok (franciául: eau-de-vie de fruit) elnevezéseként ismert, de franciául égetett szeszt jelent. A latin aqua vitae tükörfordítása.
- A schnaps a német és osztrák gyümölcspárlatok gyűjtőneveként ismert, de németül egyszerűen égetett szeszt jelent. A németországi és osztrák gyümölcspárlatok általános neve obstler vagy obstbrand, az egyes párlatok neve pedig a gyümölcs nevéből és a -wasser vagy -brand (-párlat) utótagból áll össze, például kirschwasser (cseresznyepárlat). Az osztrák schnaps (a gyümölcs megnevezésével, például marillenschnaps) olyan szeszes ital, melynek alkoholtartalma legalább 33%-ban gyümölcspárlatból származik (ez finomszesszel egészíthető ki), és nem tartalmaz ízesítő- vagy színezőanyagokat.[3] Az Egyesült Államokban a schnapps ma már (általában gyümölcs-) likőrt jelent.
- Az amerikai applejack eredetileg fagysűrített almabor volt, azaz lepárlás helyett a téli hidegben az almaborban képződő jég eltávolításával nyertek akár 30-40% alkoholtartalmú italt. A szeszfőzés elterjedésével jelentősen csökkent a népszerűsége. A mai kereskedelmi forgalomban kapható „applejack” általában finomszesszel kevert almapárlat.[4] Az amerikai hagyományoknak része a valódi, tiszta almapárlat (apple brandy) is, de a szesztilalom után az amerikai gyümölcspárlatok nem nyerték vissza a korábbi népszerűségüket.
- A brinjevec eredetvédett szlovén borókapárlat, melyet a legtöbb borókaízű szeszesitallal ellentétben kizárólag erjesztett borókából desztillálnak, és nem tartalmaz egyéb alkoholt.
- A calvados a franciaországi Normandiában készült, érlelt almaborpárlat.[5]
- A damassine-t kökényszilvából főzik a Jura-hegységben, Svájcban.
- A medronho portugál szamócapárlat, melyet a nyugati szamócafa gyümölcséből (portugálul medronhóból) készítenek.
- A țuică hagyományos román szilvapárlat, melynek egyes regionális változatait horincă és turţ néven ismerik.[6]

A legtöbb gyümölcspárlatnak nincs különleges elnevezése. A német Schnaps, a francia eau de vie, a román rachiu és a szerb rakjia a mindennapokban ugyan sokszor gyümölcspárlatra utalnak, de valójában égetett szeszt jelentenek annak alapanyagától függetlenül – hasonlóan a magyar „pálinka” szó korábbi jelentéséhez. Az Európai Unióban eddig összesen 80 különböző gyümölcspárlat kapott nemzetközi eredetvédelmet. Ezek nagy része a származási helyéről és az alapanyagáról kapta a nevét, időnként a -párlat utótag helyi megfelelőjével kiegészítve. Ilyen például a német Schwarzwälder Kirschwasser (fekete-erdei cseresznyepárlat), a portugál Aguardente de pêra da Lousã (lousã-i körtepárlat), a francia Framboise d’Alsace (elzászi málna), az olasz Williams dell’Alto Adige (dél-tiroli vilmoskörte), vagy az osztrák Wachauer Marillenbrand (wachau-i barackpárlat). Az eredetvédett gyümölcspárlatok szabályozása gyakran szigorúbb a gyümölcspárlat általános szabályozásánál; a termő- és előállítási terület mellett a gyümölcsvariánsokat, a gyümölcsfeldolgozás módszerét, a lepárlóeszköz típusát vagy a hordós érlelést is előírhatják.